# Орегон (Огайо)
Орегон (англ. Oregon) — місто (англ. city) в США, в окрузі Лукас штату Огайо. Населення — 19 950 осіб (2020).

## Географія
Орегон розташований за координатами 41°40′2″ пн. ш. 83°25′10″ зх. д. / 41.66722° пн. ш. 83.41944° зх. д. (41.667098, -83.419489).  За даними Бюро перепису населення США в 2010 році місто мало площу 98,50 км², з яких 77,64 км² — суходіл та 20,86 км² — водойми. В 2017 році площа становила 75,26 км², з яких 74,89 км² — суходіл та 0,38 км² — водойми.

## Демографія
Згідно з переписом 2010 року, у місті мешкала 20 291 особа в 8196 домогосподарствах у складі 5555 родин. Густота населення становила 206 осіб/км².  Було 8759 помешкань (89/км²).
Расовий склад населення:
| - 93,5 % — білих - 1,4 % — чорних або афроамериканців - 0,8 % — азіатів - 0,2 % — корінних американців - 2,2 % — осіб інших рас |

До двох чи більше рас належало 1,9 %. Частка іспаномовних становила 7,5 % від усіх жителів.
За віковим діапазоном населення розподілялося таким чином: 22,6 % — особи молодші 18 років, 59,8 % — особи у віці 18—64 років, 17,6 % — особи у віці 65 років та старші. Медіана віку мешканця становила 42,3 року. На 100 осіб жіночої статі у місті припадало 92,7 чоловіків;  на 100 жінок у віці від 18 років та старших — 89,5 чоловіків також старших 18 років.
Середній дохід на одне домашнє господарство  становив 67 532 долари США (медіана — 52 780), а середній дохід на одну сім'ю — 81 526 доларів (медіана — 71 082). Медіана доходів становила 51 795 доларів для чоловіків та 40 275 доларів для жінок. За межею бідності перебувало 10,6 % осіб, у тому числі 17,4 % дітей у віці до 18 років та 4,9 % осіб у віці 65 років та старших.
Цивільне працевлаштоване населення становило 9549 осіб. Основні галузі зайнятості: освіта, охорона здоров'я та соціальна допомога — 23,8 %, виробництво — 16,7 %, роздрібна торгівля — 11,4 %, мистецтво, розваги та відпочинок — 9,2 %.